# Saint-Martin-de-Mailloc
Saint-Martin-de-Mailloc é uma comuna francesa na região administrativa da Normandia, no departamento Calvados. Estende-se por uma área de 7,18 km². Em 2010 a comuna tinha 933 habitantes (densidade: 129,9 hab./km²).